# David Seeber
David Andreas Seeber (* 12. Juli 1934 in Mühlwald, Südtirol; † 15. Januar 2023 in Freiburg im Breisgau) war ein italienisch-deutscher Publizist. 

## Leben
David Seeber studierte nach dem Abitur auf dem Gymnasium in Brixen Philosophie, Theologie, Soziologie und Geschichte an der Innsbrucker Jesuitenhochschule und der Universität zu Köln. Er wurde mit einer theologischen Arbeit über Wirtschaftsethik zum Dr. phil. promoviert und beendete danach noch sein Soziologiestudium.
1961 wurde Seeber Redakteur der Freiburger Zeitschrift Herder Korrespondenz und deren Berichterstatter zum Zweiten Vatikanischen Konzil sowie von 1966 bis 1991 deren Chefredakteur. Nach dem Tod von Karlheinz Schmidthüs 1972 wurde er zusätzlich Herausgeber. Unter seiner Leitung beschäftigte sich die Zeitschrift eingehend mit dem Zweiten Vatikanischen Konzil.
Ab 1991 war Seeber als Politik-Berater tätig, von 1991 bis 1996 arbeitete er als Grundsatzreferent für Ministerpräsident Erwin Teufel im Staatsministerium Baden-Württemberg. Seeber hielt Vorträge an vielen Akademien und war Mitarbeiter bei verschiedenen Rundfunkanstalten sowie in- und ausländischen Zeitschriften.
Ab 2014 lebte David Seeber in Freiburg im Breisgau, wo er am 15. Januar 2023 im Alter von 88 Jahren starb.

## Auszeichnungen
1986 wurde Seeber als „einem der profiliertesten katholischen Publizisten“ der Verdienstorden der Bundesrepublik Deutschland vom baden-württembergischen Minister für Wissenschaft und Kunst überreicht.

## Buchveröffentlichungen (Auswahl)
- Das Zweite Vaticanum. Konzil des Übergangs. Verlag Herder, Freiburg i. Br., Basel, Wien 1966
- Paul, Papst im Widerstreit. Dokumentation und Analyse. Einleitung von Karl Rahner. Verlag Herder, Freiburg i. Br., Basel, Wien 1971, 2. Aufl. 1972. (Niederländisch: Paulus VI. Portret van 10 jaar pontificaat. Gooi en Sticht, Hilversum 1973)
- Brauchen wir ein neues Konzil? Erfahrungen mit dem II. Vaticanum (Hrsg.). Verlag Herder, Freiburg i. Br., Basel, Wien 1987. ISBN 3-451-08400-7
- Handwörterbuch religiöser Gegenwartsfragen (Hrsg. mit Ulrich Ruh und Rudolf Walter). Verlag Herder, Freiburg i. Br., Basel, Wien 1986. ISBN  978-3451216121
- Die Stunde der Politik. Vom Versorgungsstaat zur Bürgergesellschaft. David Seeber im Gespräch mit Lothar Späth. Propyläen Verlag, Berlin 1999. ISBN 3-549-05720-2
- Im Aufbruch gelähmt? Die deutschen Katholiken an der Jahrhundertwende (Hrsg.). Verlag Josef Knecht, Frankfurt a. M. 2000. ISBN 3-7820-0835-9
- Wir Seebers. Eine Familiengeschichte in sechs Generationen. Selbstverlag, Freiburg i. Br. 2021 (ohne ISBN).